# Giulio Benedetti
Giulio Benedetti (Roma, 10 novembre 1893 – San Remo, 1969) è stato un giornalista italiano.

## Biografia
Legionario fiumano, fu direttore del quotidiano La vedetta d'Italia a Fiume durante la reggenza italiana del Carnaro.
Dal 1919 al 1921 fu direttore del quotidiano La terra, poi dal 1922 redattore capo del Resto del Carlino, poi dal 1926 condirettore del Secolo di Milano. Fu direttore del quotidiano L'Ambrosiano dal 1930 al 1943 e della rivista cinematografica Primi piani (1936-1937).
Nel dopoguerra fu inviato speciale e redattore capo del settimanale Tempo (1946-52).

## Onorificenze
- Decorato con la medaglia di bronzo per atti di valore compiuti durante la prima guerra mondiale;
- Cavaliere dell'Ordine sabaudo di San Maurizio e Lazzaro;
- Cavaliere, commendatore e grand'ufficiale del Regno d'Italia;
- Commendatore del Regno di Romania.